# Huddinge (đô thị)

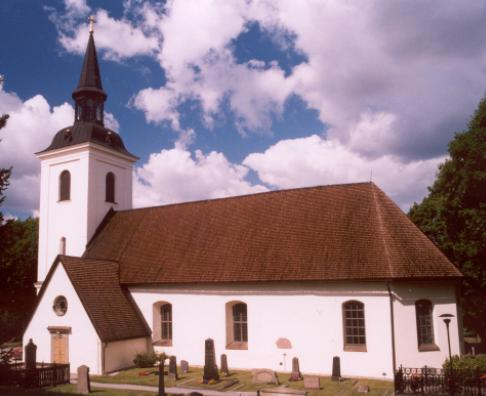
Nhà thờ Huddinge.

Đô thị Huddinge (Huddinge kommun) là một đô thị trong hạt Stockholm phía đông trung bộ Thụy Điển. Thủ phủ là Huddinge, thuộc vùng đô thị Stockholm.
Đây là đô thị có dân cố đông thứ nhì hạt Stockholm.
Đô thị này nằm ở toàn bộ trung bộ bán đảo Södertörn. Hơn một nửa diện tích đất là đất nông nghiệp, rừng, đồi, hồ và các khu bảo tồn thiên nhiên.
Huddinge giáp các đô thị sau: Stockholm, Ekerö (qua mặt nước), Botkyrka, Haninge và Tyresö (qua mặt nước).